# موزه اسرائیل

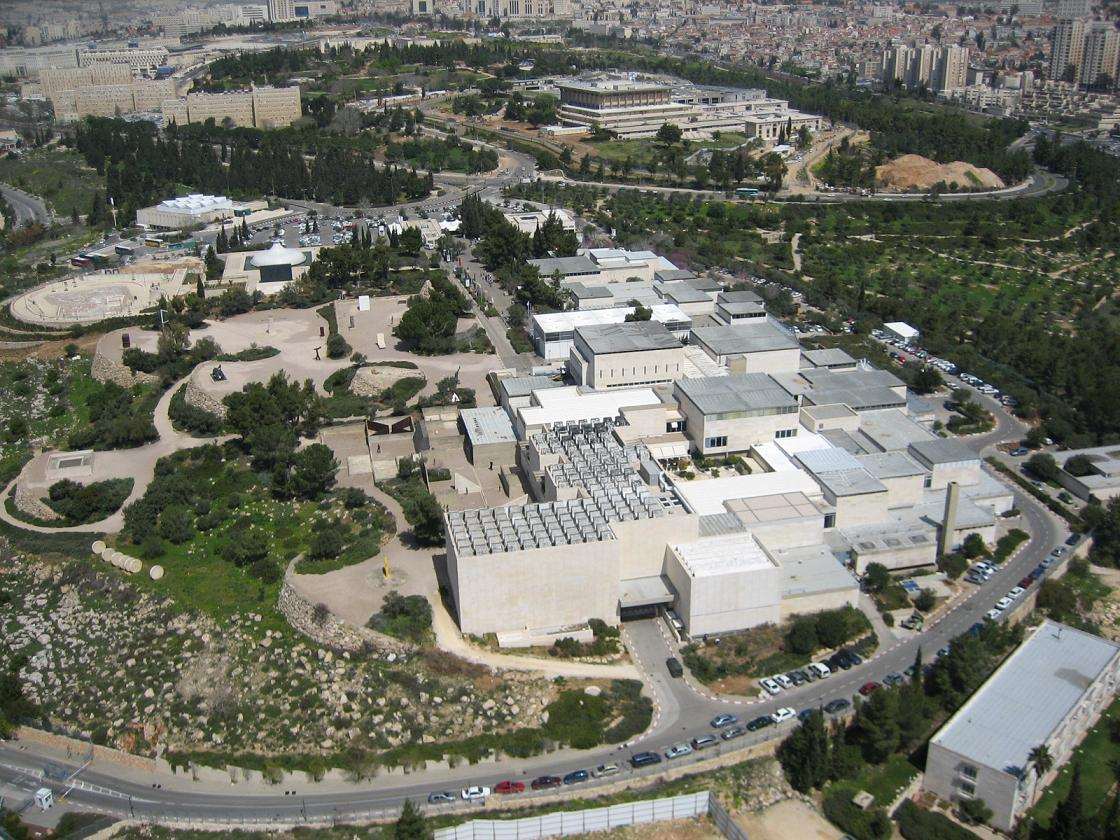
نمایی هوایی از ساختمان موزه ملی اسرائیل.

موزه اسرائیل (به عبری: מוזיאון ישראל) یکی از غنی‌ترین موزه‌های جهان است که بیش از نیم میلیون گنجینه و آثار باستانی از بسیاری از فرهنگ‌ها و کشورهای جهان را در خود جای داده است.
موزه اسرائیل در تاریخ ۱۱ مه ۱۹۶۵ میلادی در اورشلیم تأسیس شد.
موزه اسرائیل مجموعه‌ای شامل حدود ۵۰۰٬۰۰۰ قلم شیء را در خود جای داده است. این مجموعه شامل جامع‌ترین آثار باستان‌شناسی سرزمین اسرائیل، هنر و زندگی یهودی، و همچنین مجموعه‌های قابل توجه و گسترده‌ای در زمینه هنرهای زیبا است. بخش هنرهای زیبا این موزه شامل یازده بخش مجزا است: هنر اسرائیلی، هنر اروپایی، هنر مدرن، هنر معاصر، چاپ و طراحی، عکاسی، طراحی و معماری، هنر آسیایی، هنر آفریقایی، هنر اقیانوسیه، و هنرهای قاره آمریکا.
در میان اشیاء منحصربه‌فرد به نمایش درآمده در این موزه می‌توان به ونوس برکات رام، فضای داخلی کنیسه «تسدک و شالوم» متعلق به سال ۱۷۳۶ از سورینام، گردنبندهایی که عروس‌های یهودی در یمن به گردن می‌انداختند، محراب موزاییکی اسلامی از ایران در قرن هفدهم، و میخی که به‌عنوان مدرکی از عمل مصلوب‌سازی در دوران عیسی  شناخته می‌شود، اشاره کرد. ساختمانی به شکل کوزه در محوطه موزه به نام «مزار کتاب» (Shrine of the Book)، طومارهای دریای مرده و اشیای کشف‌شده در قلعه ماسادا را در خود جای داده است. این موزه یکی از بزرگ‌ترین موزه‌های منطقه محسوب می‌شود.

## تاریخچه
شهردار اورشلیم، تدی کولک، نیروی محرکه پشت تأسیس موزه اسرائیل بود؛ موزه‌ای که امروزه به‌عنوان یکی از برجسته‌ترین موزه‌های هنر و باستان‌شناسی در جهان شناخته می‌شود. این موزه آثاری از دوران پیشاتاریخ تا زمان حال را در سه بخش باستان‌شناسی، هنرهای زیبا، و هنر و زندگی یهودی در خود جای داده و مجموعه‌ای گسترده از باستان‌شناسی کتاب مقدس و سرزمین اسرائیل را به نمایش می‌گذارد. از زمان تأسیس آن در ماه مه ۱۹۶۵، این موزه مجموعه‌ای نزدیک به ۵۰۰٬۰۰۰ شیء گردآوری کرده است که نمونه‌ای گسترده از فرهنگ مادی جهان را نمایندگی می‌کند.
در تاریخ ۲۵ اکتبر ۲۰۱۷، ایدو برونو به‌عنوان مدیر موزه اسرائیل در اورشلیم با عنوان رسمی «مدیر اَن و جروم فیشر» منصوب شد. برونو پیش از این، استاد گروه طراحی صنعتی در آکادمی هنر و طراحی بِتسل‌ئیل در اورشلیم بود. او با دهه‌ها تجربه به‌عنوان کیوریتور و طراح نمایشگاه‌هایی در اسرائیل و سراسر جهان، به این سمت رسید؛ نمایشگاه‌هایی که تمرکز آن‌ها بر هنر، باستان‌شناسی، علم و تاریخ بوده‌اند. هیئت‌مدیره موزه که ریاست آن را اسحاق ملوحو بر عهده داشت، او را پس از یک فرآیند جامع جست‌وجو و بررسی نامزدهای داخلی و خارجی، به‌اتفاق آرا انتخاب کرد. برونو در نوامبر ۲۰۱۷ رسماً کار خود را در این سمت آغاز کرد.
دنیس وایل، که پیش‌تر رئیس مؤسسه طراحی در مؤسسه فناوری ایلینوی (IIT) بود، در مارس ۲۰۲۰ به‌عنوان مدیر موزه منصوب شد.
از سال ۱۹۶۵، موزه در مجموعه‌ای از ساختمان‌های سنگی که توسط معمار اسرائیلی-روسی آلفرد مانسفیلد طراحی شده بود، قرار داشت. یک کمپین به ارزش ۱۰۰ میلیون دلار برای نوسازی موزه و دو برابر کردن فضای گالری‌های آن توسط معماران اسرائیلی، «افراد-کوالسکی»، تکمیل شد. این نوسازی شامل بازسازی ساختمان‌های موجود بود و در ژوئیه ۲۰۱۰ به پایان رسید. بال‌ها برای باستان‌شناسی، هنرهای زیبا، و هنر و زندگی یهودی به‌طور کامل بازسازی شدند و ساختمان‌های اصلی از طریق یک پویش ورودی جدید به هم متصل شدند. راهروهایی که بین ساختمان‌ها و پنج پویلون جدید ارتباط برقرار می‌کنند، توسط جیمز کارپنترا طراحی شده‌اند.

## بخش‌های موزه اسرائیل

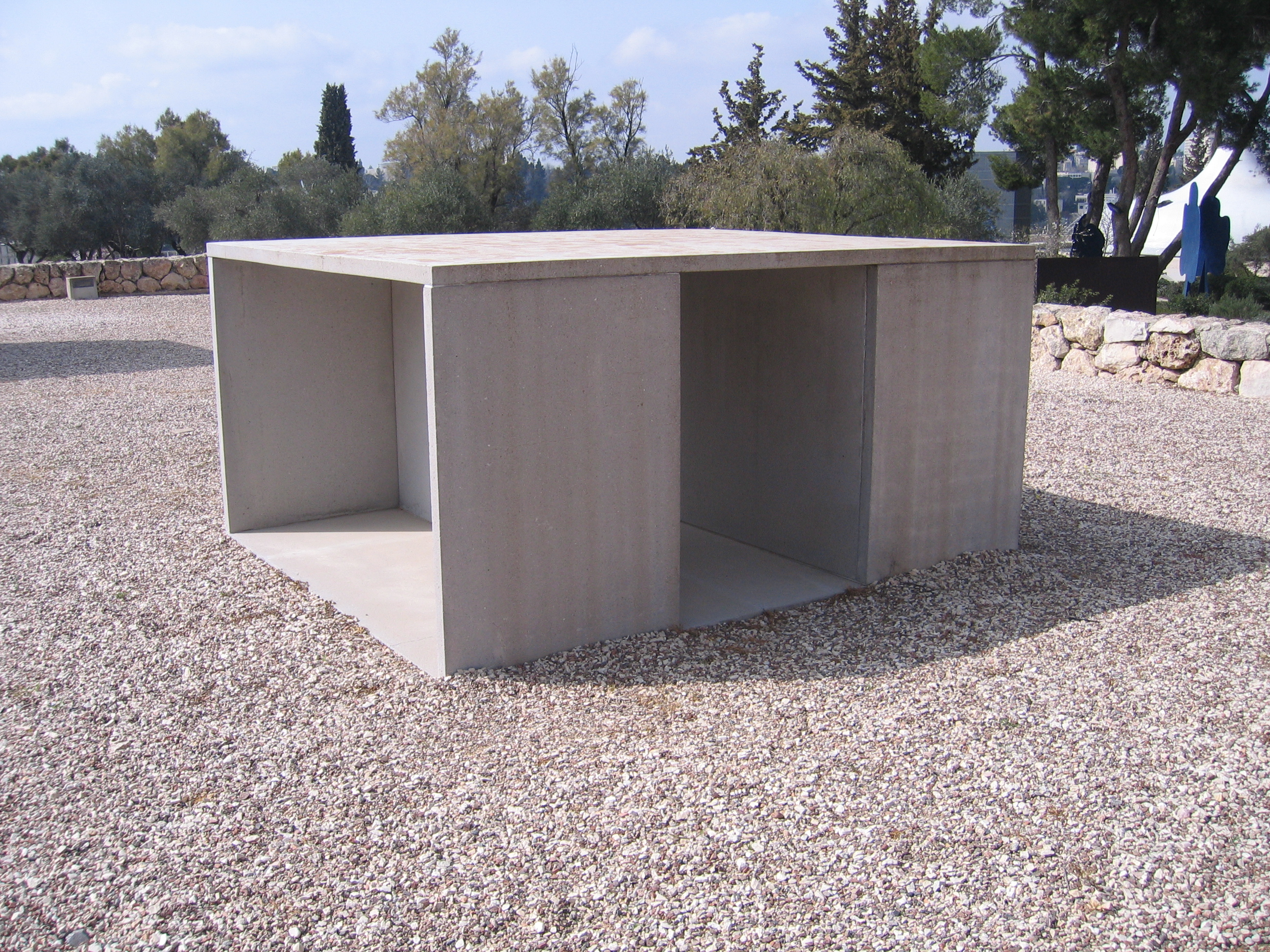
بی‌نام، نام چیدمانی مینیمالیستی از دونالد جود.

موزه اسرائیل دارای چندین بخش است. از بخش‌های اصلی موزه اسرائیل می‌توان به «تاریخ و فرهنگ یهودی»، «هنر و باستان شناسی اسلامی»، «باغ هنرهای زیبا»، «آثار نقاشان اروپایی و هنرمندان یهودی» و «طومارهای دریای مرده» اشاره کرد.

### بخش باستان شناسی
بخش باستان‌شناسی ساموئل و سایده برنفمن داستان سرزمین باستانی اسرائیل را روایت می‌کند، جایی که مردمانی از فرهنگ‌ها و اعتقادات مختلف در آن زندگی می‌کردند، با استفاده از نمونه‌های منحصربه‌فرد از مجموعه باستان‌شناسی سرزمین اسرائیل موزه که یکی از بزرگ‌ترین مجموعه‌های جهان است. این بخش به‌طور زمانی از دوران پیشاتاریخ تا امپراتوری عثمانی سازمان‌دهی شده است و هفت «فصل» از این روایت باستان‌شناسی را به نمایش می‌گذارد، که رویدادهای تاریخی مهم، دستاوردهای فرهنگی و پیشرفت‌های تکنولوژیکی را به هم می‌آمیزد و در عین حال نگاهی به زندگی روزمره مردم این منطقه ارائه می‌دهد. این روایت با گروه‌بندی‌های موضوعی که جنبه‌هایی از باستان‌شناسی اسرائیل باستان را که منحصربه‌فرد در تاریخ منطقه است، برجسته می‌کند، تکمیل می‌شود؛ از جمله خط عبری، شیشه و سکه‌ها. گنجینه‌هایی از فرهنگ‌های هم‌جوار که تأثیر تعیین‌کننده‌ای بر سرزمین اسرائیل داشته‌اند، مانند مصر، خاورمیانه، یونان و ایتالیا، و جهان اسلامی، در گالری‌های مجاور و پیوسته به نمایش گذاشته شده‌اند. یک گالری ویژه در ورودی این بخش، یافته‌های جدید و نمایشگاه‌های موقتی دیگر را به نمایش می‌گذارد.
از آثار برجسته‌ای که به نمایش درآمده‌اند می‌توان به سنگ پیلاتس، کتیبه «خانه داوود» (قرن ۹ پیش از میلاد)، نمایش مقایسه‌ای دو معبد (قرن ۸–۷ پیش از میلاد)، استل هیلیودوروس (۱۷۸ پیش از میلاد)، حمام سلطنتی هیرودی (قرن ۱ پیش از میلاد)، پیروزی هادریان: کتیبه‌ای از طاق پیروزی (۱۳۶ میلادی)، موزاییک رحوب (قرن ۳ میلادی) و پایه‌های شیشه طلایی از سردابه کاتاکومب‌های روم (قرن ۴ میلادی)، و جعبه استخوان‌های عیسی پسر یوسف اشاره کرد.

### مزار کتاب
مزار کتاب محل نگهداری طومارهای دریای مرده است که کهن‌ترین نسخه‌های دست‌نویس کتاب مقدس در جهان به شمار می‌آیند. همچنین در این مکان نسخه‌های نادر و کهن کتاب مقدس از اوایل قرون وسطی نیز نگهداری می‌شود. این طومارها بین سال‌های ۱۹۴۷ تا ۱۹۵۶ در یازده غار در منطقه و اطراف قمران کشف شدند.
پس از یک فرآیند برنامه‌ریزی دقیق که هفت سال به طول انجامید، ساخت این بنا در سال ۱۹۶۵ به پایان رسید. هزینه ساخت آن توسط خانواده دیوید ساموئل گاتسمن، مهاجر یهودی اهل مجارستان و نیکوکار، تأمین شد؛ کسی که طومارها را خریداری کرد و آن‌ها را به‌عنوان هدیه‌ای به دولت اسرائیل اهدا نمود.

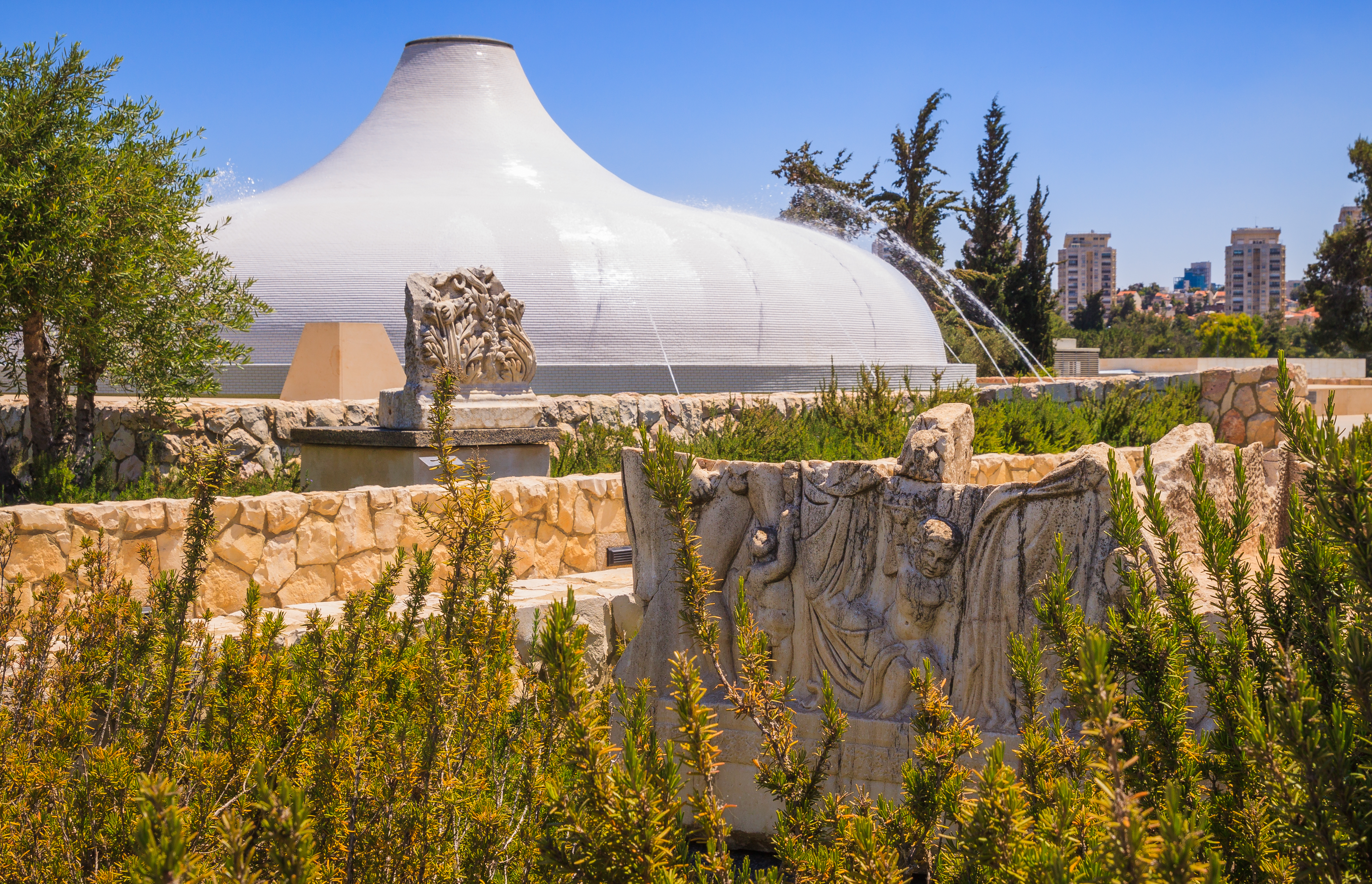
مزار کتاب

این ساختمان شامل یک گنبد سفید است که بر روی بنایی ساخته شده که دو سوم آن در زیر زمین قرار دارد. گنبد در استخری از آب که آن را احاطه کرده، منعکس می‌شود. در مقابل گنبد سفید، دیواری از سنگ بازالت سیاه قرار دارد. رنگ‌ها و اشکال این بنا برگرفته از تصویرسازی‌های طومار «جنگ پسران نور علیه پسران تاریکی» است؛ جایی که گنبد سفید نماد پسران نور و دیوار سیاه نماد پسران تاریکی است. طراحی داخلی مزار به گونه‌ای انجام شده که فضای طبیعی کشف طومارها را بازآفرینی کند. همچنین نمایشگاهی دائمی درباره زندگی در قمران، محلی که طومارها در آن نوشته شده‌اند، در این مکان وجود دارد. تمام سازه به گونه‌ای طراحی شده که شبیه کوزه‌ای باشد که طومارها در آن پیدا شدند. طراحی مزار کتاب را آرماند بارتوس و فردریک کیسلر انجام داده‌اند و این مکان در سال ۱۹۶۵ افتتاح شد.
با توجه به شکنندگی طومارهای دریای مرده، نمایش دائمی همه آن‌ها امکان‌پذیر نیست؛ به همین دلیل از سیستم چرخشی برای نمایش استفاده می‌شود. هر طومار پس از آنکه به مدت ۳ تا ۶ ماه به نمایش گذاشته شد، از ویترین خارج شده و به‌طور موقت در یک اتاق نگهداری ویژه قرار می‌گیرد تا از نور و شرایط محیطی «استراحت» کند. موزه همچنین نسخه‌های خطی کهن و نادر دیگری را در اختیار دارد و کُدکس حلب را نیز به نمایش می‌گذارد؛ نسخه‌ای مربوط به قرن دهم میلادی که باور بر این است که قدیمی‌ترین نسخه کتاب مقدس عبری به‌صورت کدکس (نسخه جلد شده) است.

### مدل معبد دوم یهودیان در اورشلیم
در مجاورت مزار کتاب، مدل اورشلیم در دوره معبد دوم قرار دارد؛ مدلی که توپوگرافی و ویژگی‌های معماری شهر اورشلیم را پیش از ویرانی آن توسط رومیان در سال ۷۰ میلادی بازسازی می‌کند و زمینه تاریخی برای نمایش طومارهای دریای مرده در مزار کتاب فراهم می‌آورد. این مدل در ابتدا در محوطه هتل "هولی‌لند" اورشلیم ساخته شده بود، اما بعدها به موزه اسرائیل منتقل شد و اکنون به‌عنوان یکی از بخش‌های دائمی در محوطه ۲۰ جریبی (حدود ۸۱٬۰۰۰ متر مربع) این موزه قرار دارد. از بخش‌های شاخص این مدل می‌توان به نمونه بازسازی‌شده معبد هیرودیس اشاره کرد، که یکی از برجسته‌ترین اجزای آن است. این مدل تصویری ملموس از شهر اورشلیم در اوج شکوفایی مذهبی، فرهنگی و سیاسی خود ارائه می‌دهد و درک عمیق‌تری از بستر تاریخی طومارهای دریای مرده ممکن می‌سازد.

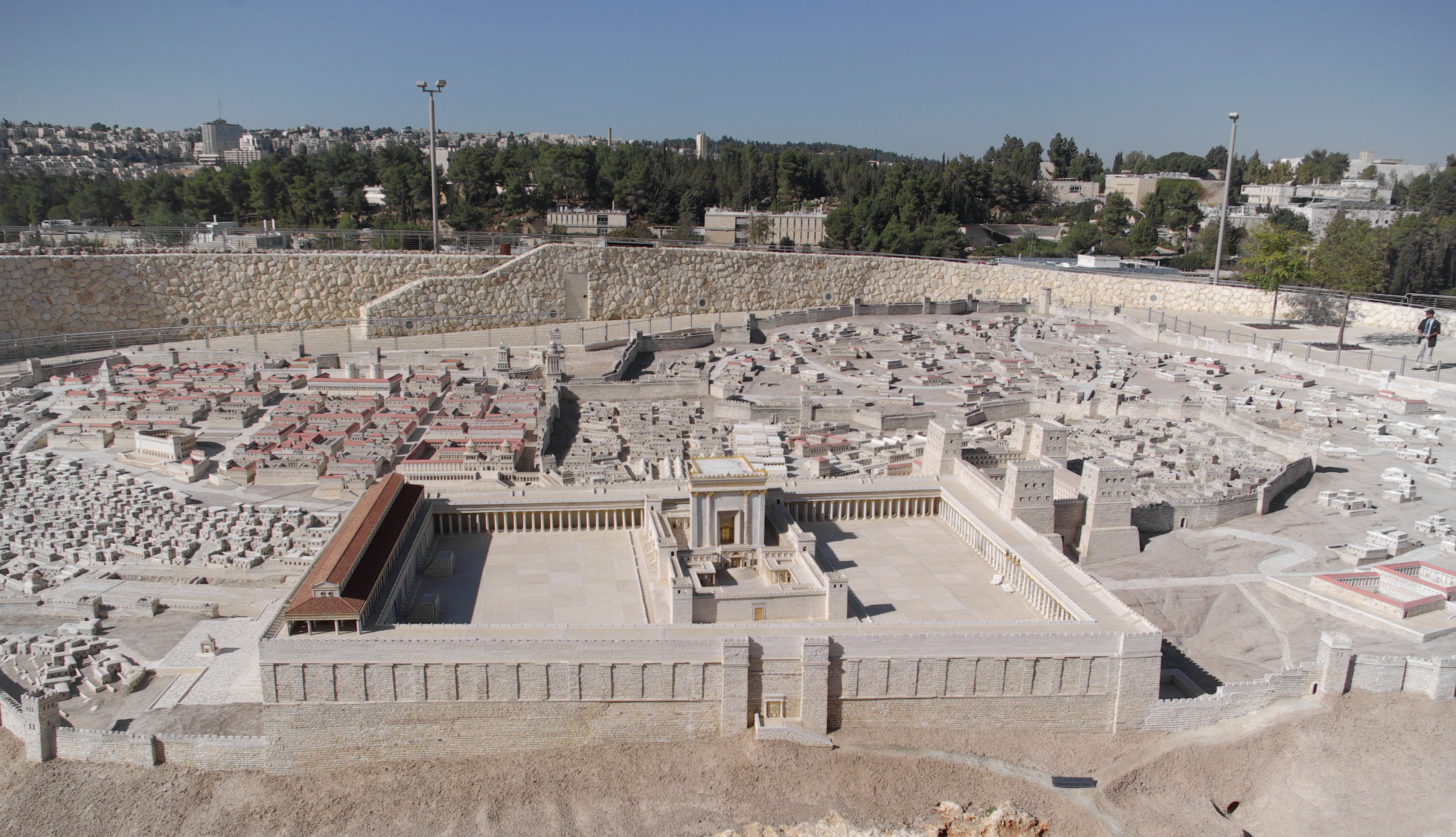
مدل معبد دوم ملت یهود در اورشلیم.

### بخش ایران باستان و هنر اسلامی
موزه اسرائیل، مجموعه بی‌نظیری از آثار باستانی ایران مربوط به تمام دوره‌های تاریخی را در خود جای داده‌است. از جمله این آثار، می‌توان به یک محراب کامل دوران صفوی متعلق به سده هفدهم میلادی اشاره کرد که در بخش «هنر و باستان شناسی اسلامی» موزه اسرائیل، قرار دارد. هم‌چنین موزه اسرائیل، مالک آثار منحصربه‌فردی از تذهیب و مینیاتور است.
بیشتر آثار مربوط به «هنر و باستان شناسی اسلامی»، توسط دو یهودی ایرانی‌الاصل به نام‌های ایوب رب‌نو و یوحنا داوود به موزه اسرائیل اهدا شده‌اند.

### بخش هنرهای یهودی
مجموعه بال جک، جوزف و مورتون ماندل برای هنر و زندگی یهودی نمایانگر فرهنگ مادی مذهبی و غیرمذهبی جوامع یهودی در سراسر جهان است که قرن‌ها، از قرون وسطی تا به امروز، را در بر می‌گیرد. این مجموعه، عمق و زیبایی میراث و خلاقیت یهودی را منعکس می‌کند و همچنین نشان‌دهنده تأثیرات زیبایی‌شناختی و سبک‌شناختی فرهنگ‌های دیگر است که یهودیان در آن مناطق زندگی می‌کرده‌اند.
ریشه‌های این مجموعه به اوایل قرن بیستم بازمی‌گردد، زمانی که موزه ملی بِتسل‌ئیل تحت مدیریت موردخای نارکیس تأسیس شد. نارکیس مجموعه‌ای از اشیای هنری آیینی یهودی را به‌طور قابل توجهی گسترش داد، به‌ویژه با گردآوری گنجینه‌های ارزشمندی که میان دو جنگ جهانی و پس از هولوکاست نجات داده شده بودند.  بعدها این گنجینه در سال ۱۹۶۵ با تأسیس موزه اسرائیل در ساختار جدیدی جای گرفت و به بخش‌های هنر یهودی و قوم‌نگاری یهودی تقسیم شد. در سال ۱۹۹۵، این دو بخش در قالب یک بال مستقل جدید با یکدیگر ادغام شدند. در طول سال‌ها، مجموعه این بال از طریق اهدای اشیای منفرد، مجموعه‌های خصوصی، و کار میدانی در میان جوامع یهودی در داخل و خارج از اسرائیل غنی‌تر شده است.
از مجموعه‌های برجسته این بال می‌توان به موارد زیر اشاره کرد:
- مجموعه اشتیگلیتس (Stieglitz) و مجموعه فویشتوانگر (Feuchtwanger) برای اشیای آیینی یهودی، تزیینات طومار تورات، و اشیای مربوط به چرخه زندگی.
- مجموعه شولمان (Schulmann) و مجموعه راتینز (Rathjens) برای فرهنگ مادی، پوشاک، جواهرات و اشیای آیینی یهودیان شمال آفریقا و یمن.

در نمایش دائمی جدید، اشیای مهمی که از این مجموعه گسترده، شامل بخش‌های عمومی و خصوصی، استخراج شده‌اند، در قالب یک روایت چندوجهی به نمایش درمی‌آیند. این نمایش مقایسه‌ای تاریخچه اشیاء و زمینه اجتماعی که در آن‌ها استفاده می‌شده است را مورد بررسی قرار می‌دهد، در حالی که بر ویژگی‌های زیبایی‌شناختی و طنین احساسی آن‌ها تأکید می‌کند.  این نمایش، تابلویی فرهنگی و زنده را به نمایش می‌گذارد که فردی و جمعی، مقدس و دنیوی، میراث گذشته و نوآوری‌های خلاقانه حال را در هم می‌بافد.
پنج موضوع اصلی در طول گالری‌ها به نمایش در می‌آید:
1. ریتم زندگی: تولد، ازدواج، مرگ – این بخش همزیستی شادی و غم، زندگی و مرگ، یاد و امید را در هر یک از این مراحل چرخه زندگی برجسته می‌کند.
2. نورافکنی بر خط – نمایشی از مجموعه نسخه‌های خطی نادر عبری از دوران قرون وسطی و رنسانس که تاریخچه آن‌ها را روشن می‌سازد و هنر آن‌ها را آشکار می‌کند.
3. مسیر کنیسه: تقدس و زیبایی – چهار فضای بازسازی‌شده کنیسه از اروپا، آسیا و آمریکا همراه با تزیینات طومار تورات که یگانگی و تنوع معماری مذهبی یهودی و اشیای آیینی را به نمایش می‌گذارد.
4. چرخه سال یهودی – تقدس شبات -روز استراحت و جشن‌های مذهبی سنتی، همچنین بزرگداشت‌های جدید روزهای خاص در دولت اسرائیل که به تولید اشیای با دقت ساخته‌شده و آثار هنری تخیلی منجر شده است.
5. پوشاک و جواهرات: موضوع هویت – محیط، سنت و قوانین مذهبی در ایجاد تنوع غنی پوشاک و جواهرات یهودی از شرق و غرب که در این بخش به نمایش گذاشته شده‌اند، نقش دارند.[۱۷]

بخش «هنرهای یهودی»، هنرهای یهودیان ازایام باستان تا به امروز را دربر می‌گیرد و نیز شامل دست‌نوشته‌های باستانی و تاریخی است. دو اثر مهم در این بخش، تالار کنیسای یهودیان شهر ونیز و یک کنیسای تاریخی یهودیان هند است که به این موزه انتقال یافته‌اند.
تورات‌های تاریخی و لوحه‌ها و متون مذهبی یهودیان، بخش مهم دیگری از این قسمت موزه اسرائیل را به خود اختصاص داده‌است.

### بخش اطفال و جوانان
بخش هنر و آموزش اطفال و جوانان به نام زنده یاد روت (Ruth Youth Wing for Art Education) در موزه اسرائیل در سال ۱۹۶۶ افتتاح شد. این بخش به‌خاطر اندازه و دامنه فعالیت‌هایش بی‌نظیر است و هر ساله بیش از ۱۰۰,۰۰۰ دانش‌آموز را از طریق برنامه‌های متنوع خود جذب می‌کند. این بخش شامل گالری‌های نمایشگاهی، استودیوهای هنری، کلاس‌های آموزشی، کتابخانه‌ای از کتاب‌های مصور کودکان و اتاق بازیافت است. برنامه‌های ویژه‌ای در این بخش برای تقویت درک میان‌فرهنگی میان دانش‌آموزان عرب و یهودی طراحی شده است و تلاش می‌کند تا به گسترده‌ترین طیف جوامع اسرائیل دست یابد. این بال ترکیبی از آثار هنری اوریجینال سالانه هنرمندان اسرائیلی و بین‌المللی و فعالیت‌های آموزشی است. علاوه بر این، در این بخش کارگاه‌های متنوعی برای کودکان و بزرگسالان برگزار می‌شود. هدف اصلی این بخش، توسعه مهارت‌های هنری، تفکر خلاقانه و تقویت آگاهی فرهنگی در میان نسل‌های جوان است.

## نگارخانه

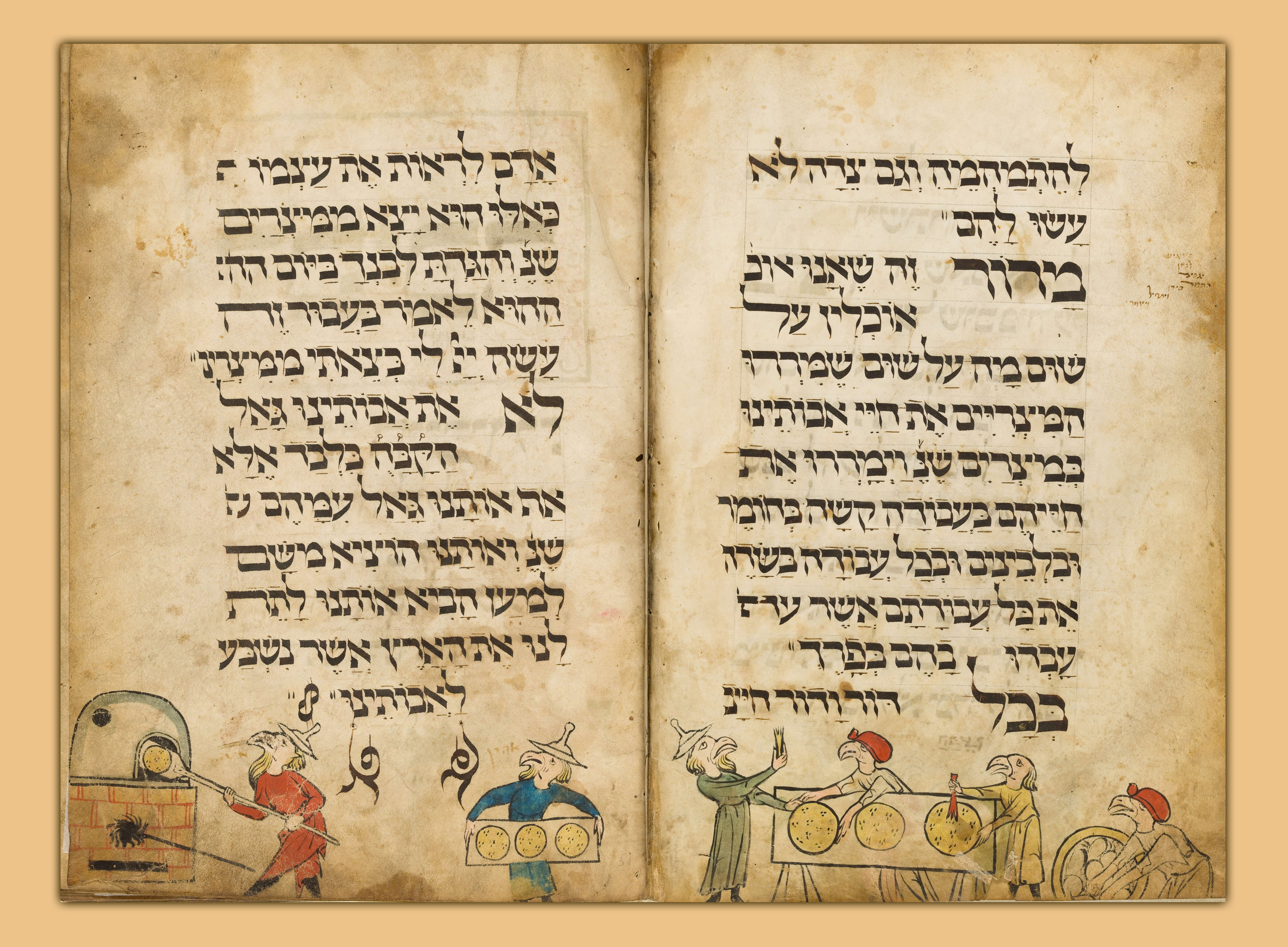
هگادای سر پرندگان اواخر سدهٔ ۱۳ میلادی نامعلوم (جنوب آلمان)
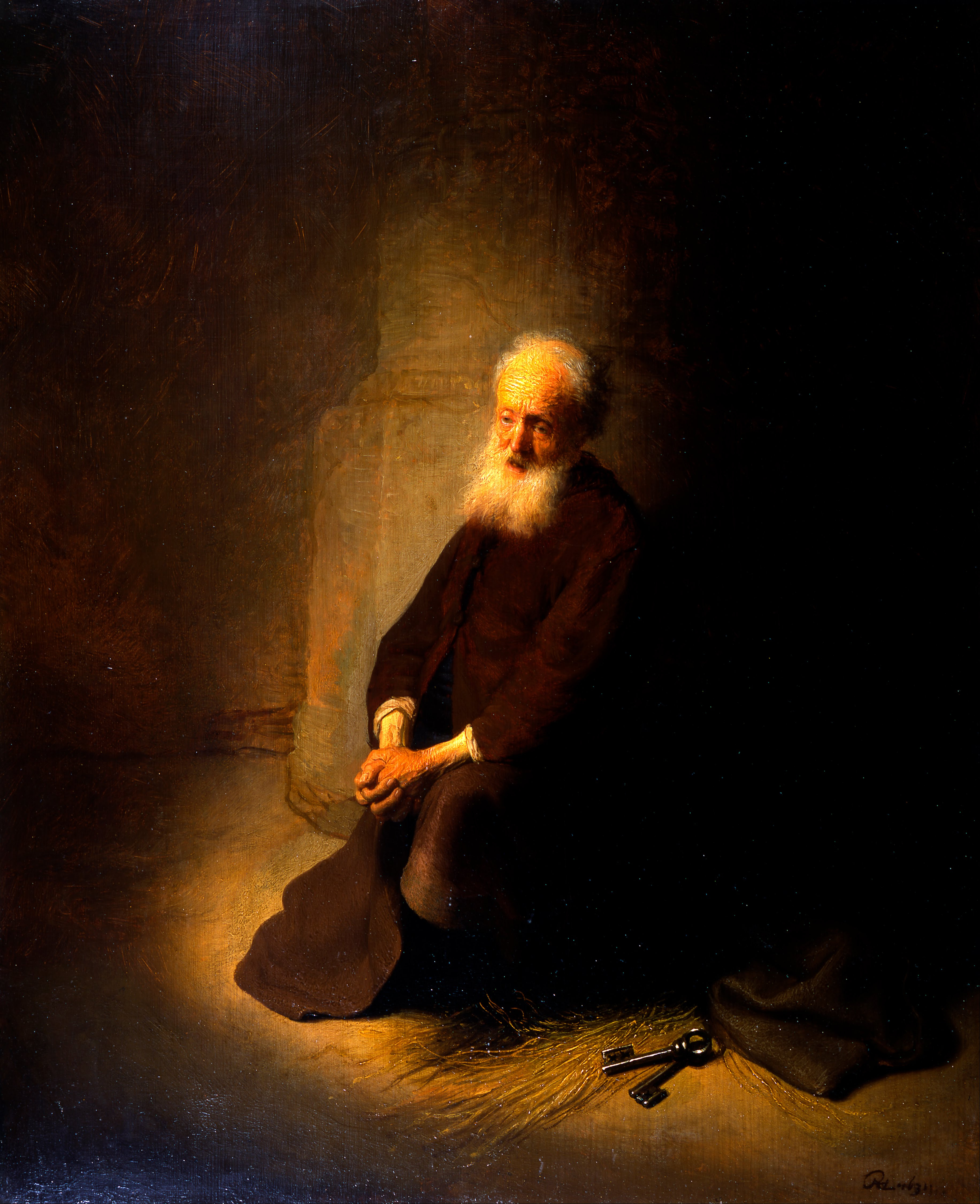
پِطرُس در زندان ۱۶۳۱ م. اثر رامبرانت
فرشته نو، اثر پُل کِلِه توسط خانواده گِرشُم شوئلم در سال ۱۹۸۷ به موزه اسرائیل اهدا شد.[۱۹]
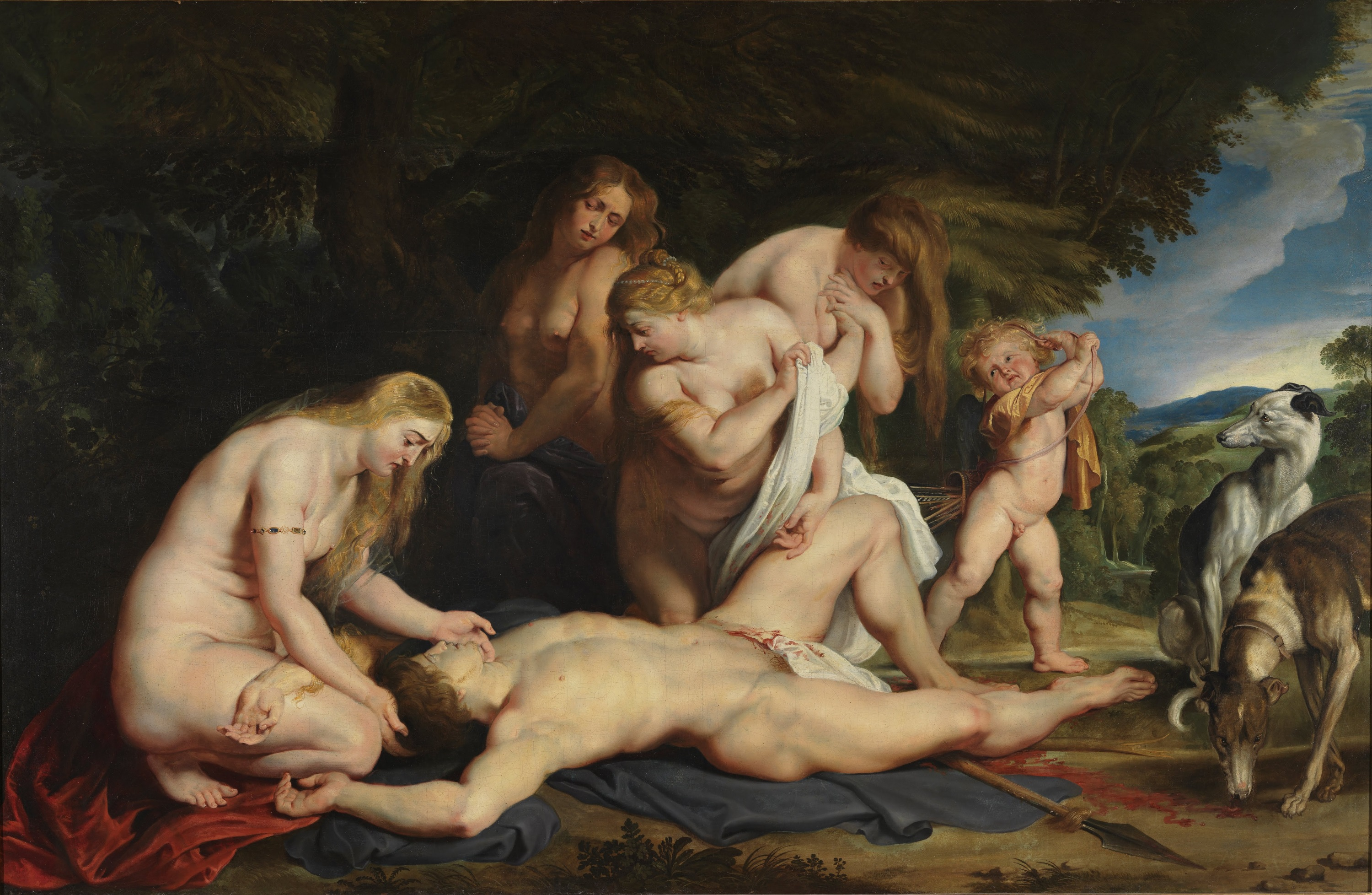
مرگ آدونیس حدود ۱۶۱۴ م. اثر پیتر پل روبنس
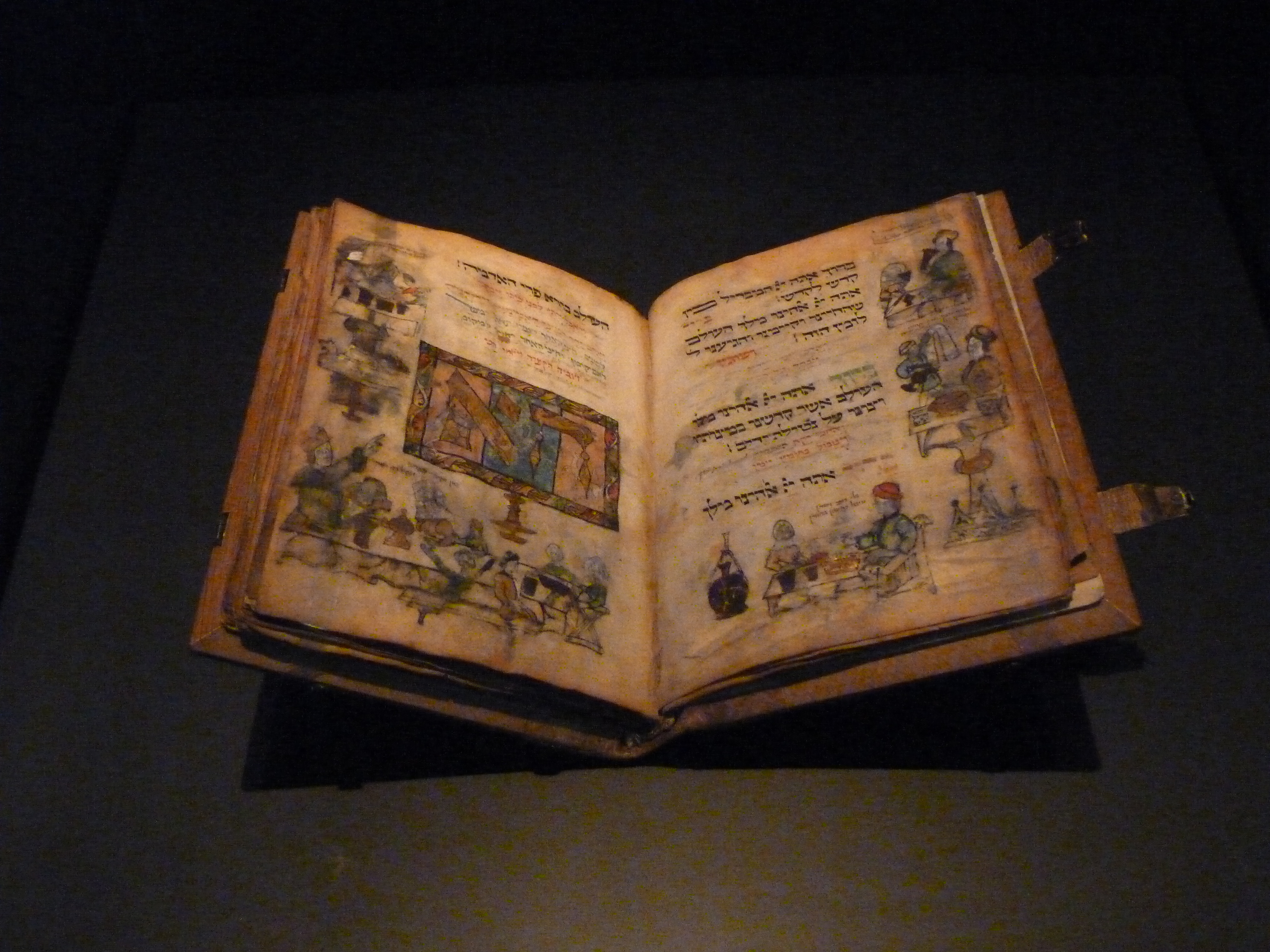
نسخه‌ای ارزشمند از یک کتاب دست‌نویس عبری
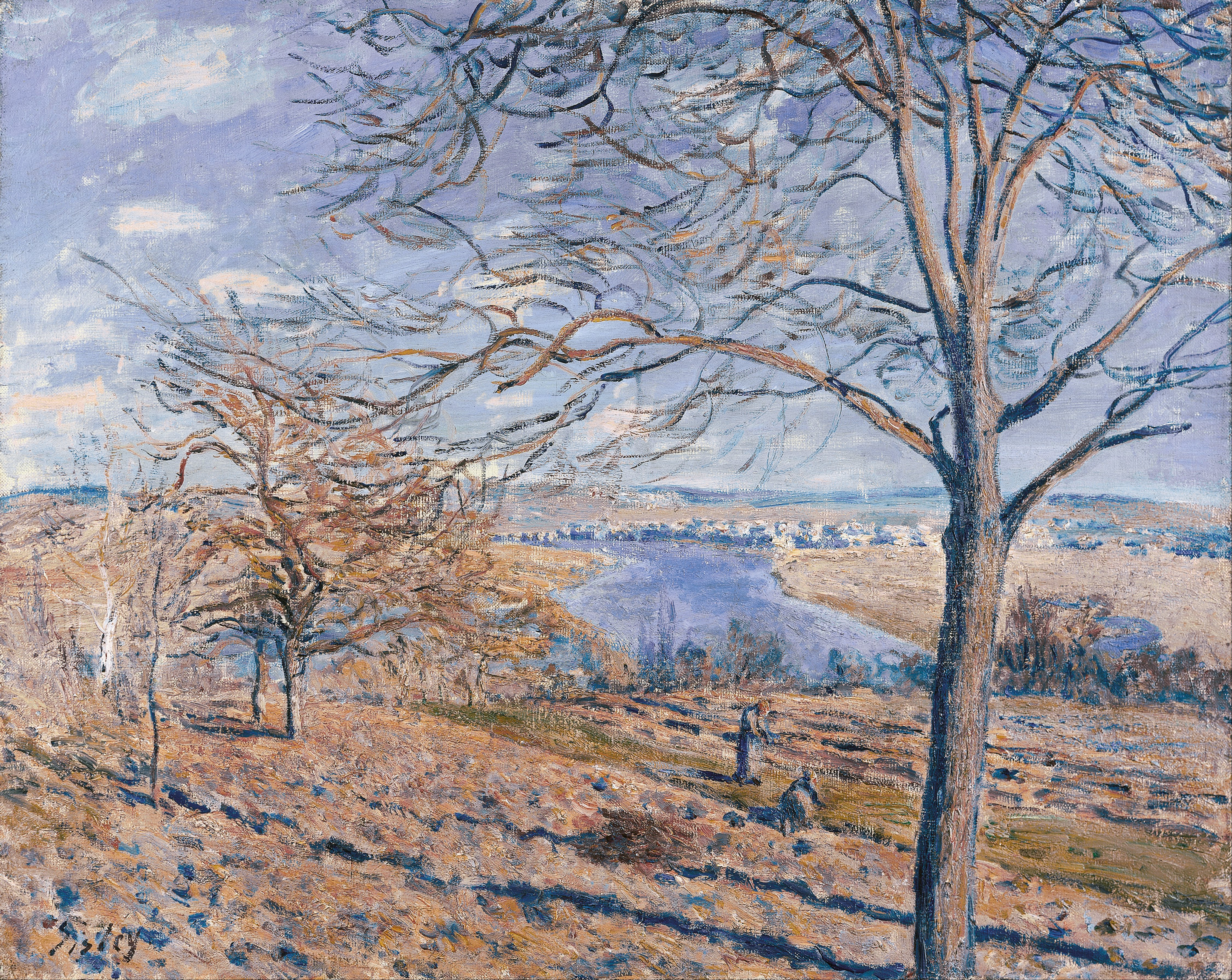
کرانهٔ لوینگ، اثر پاييز ۱۸۸۱ م. اثر آلفرد سیسلی
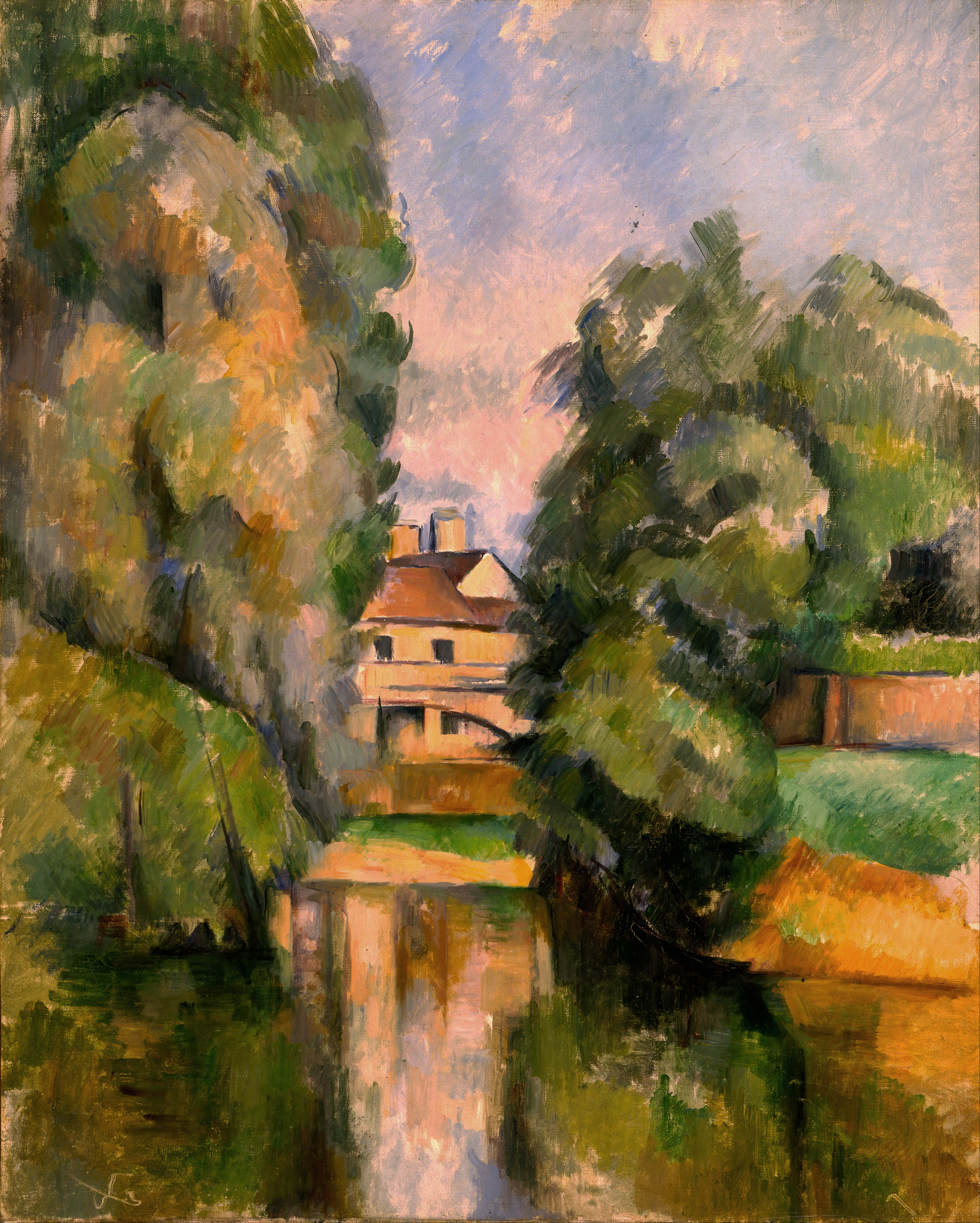
کلبه‌ای در کنار رود حوالی ۱۸۹۰ م. اثر پل سزان
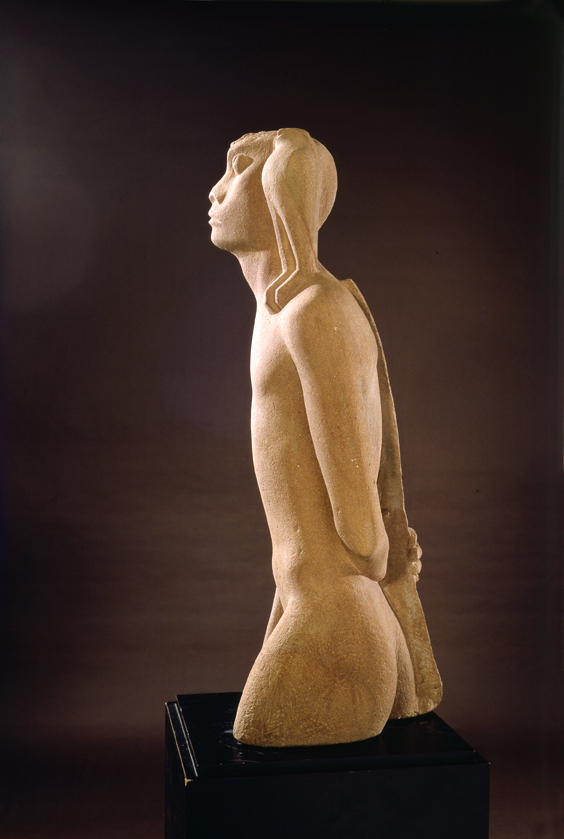
نیمرود ۱۹۳۹ م. اثر اسحاق دنزیگر
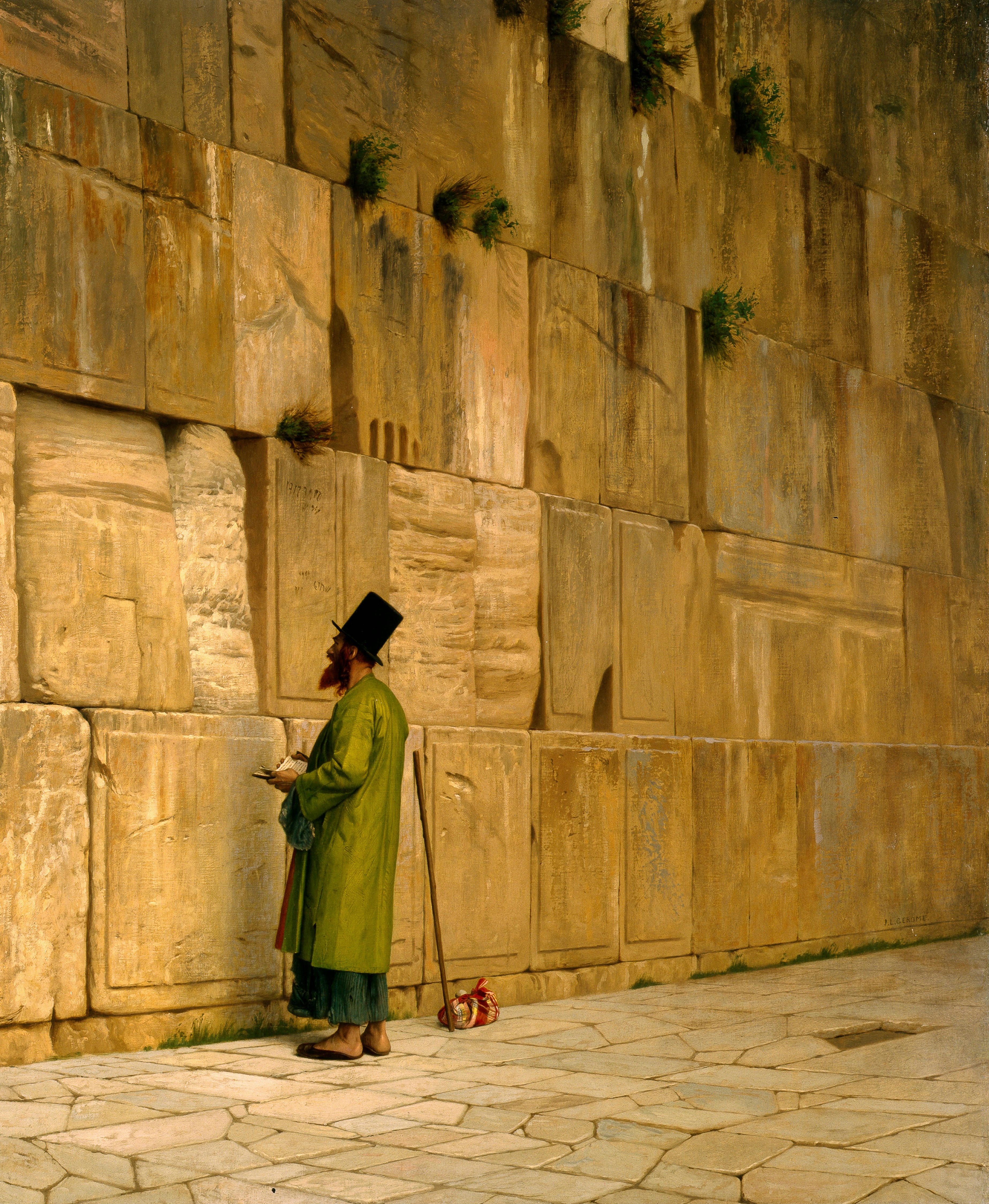
دیوار ماتم ۱۸۸۰ م. اثر ژان-لئون ژروم
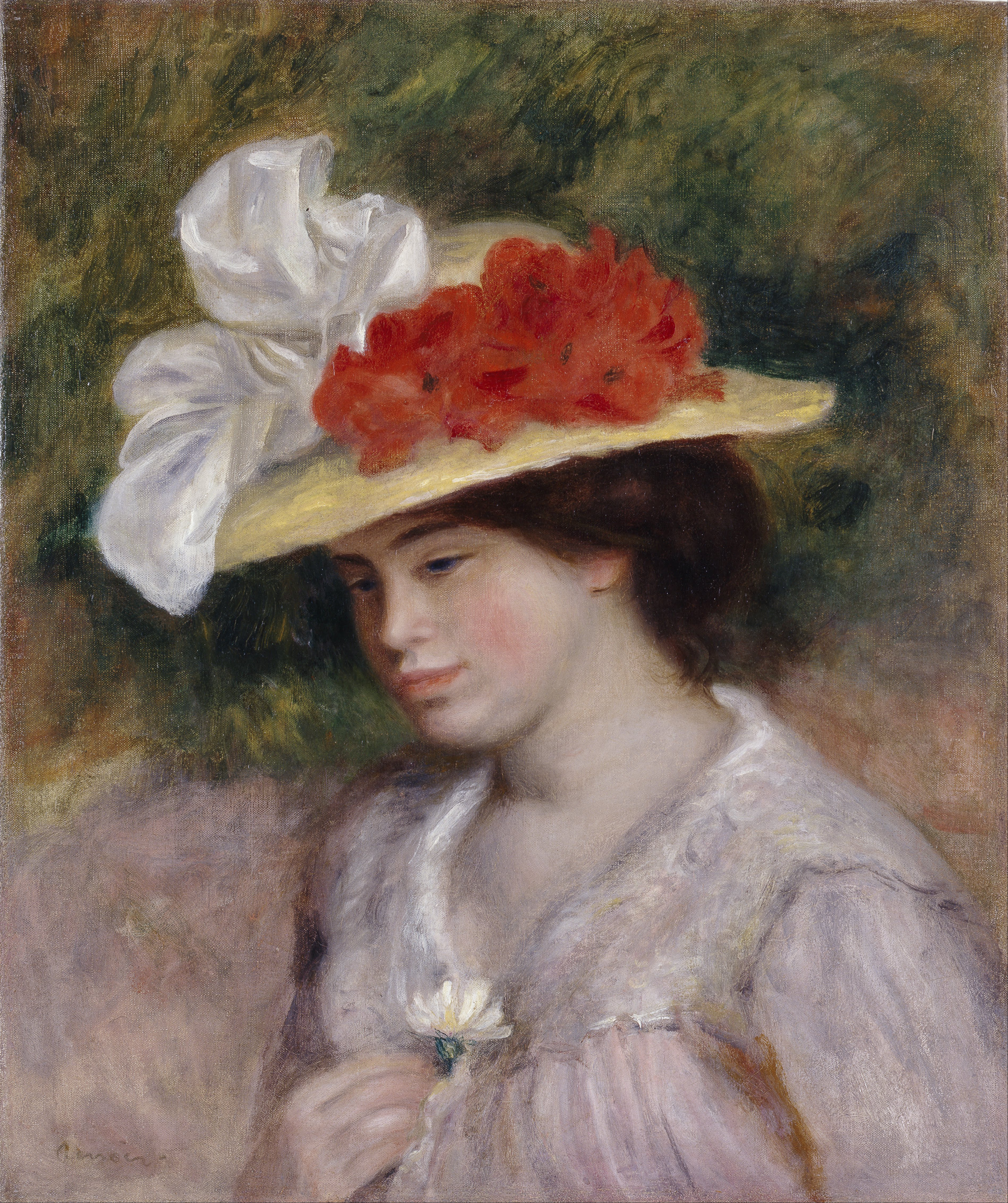
زنی با کلاه گل‌دار ۱۸۸۹ م. اثر پیر اگوست رنوآر
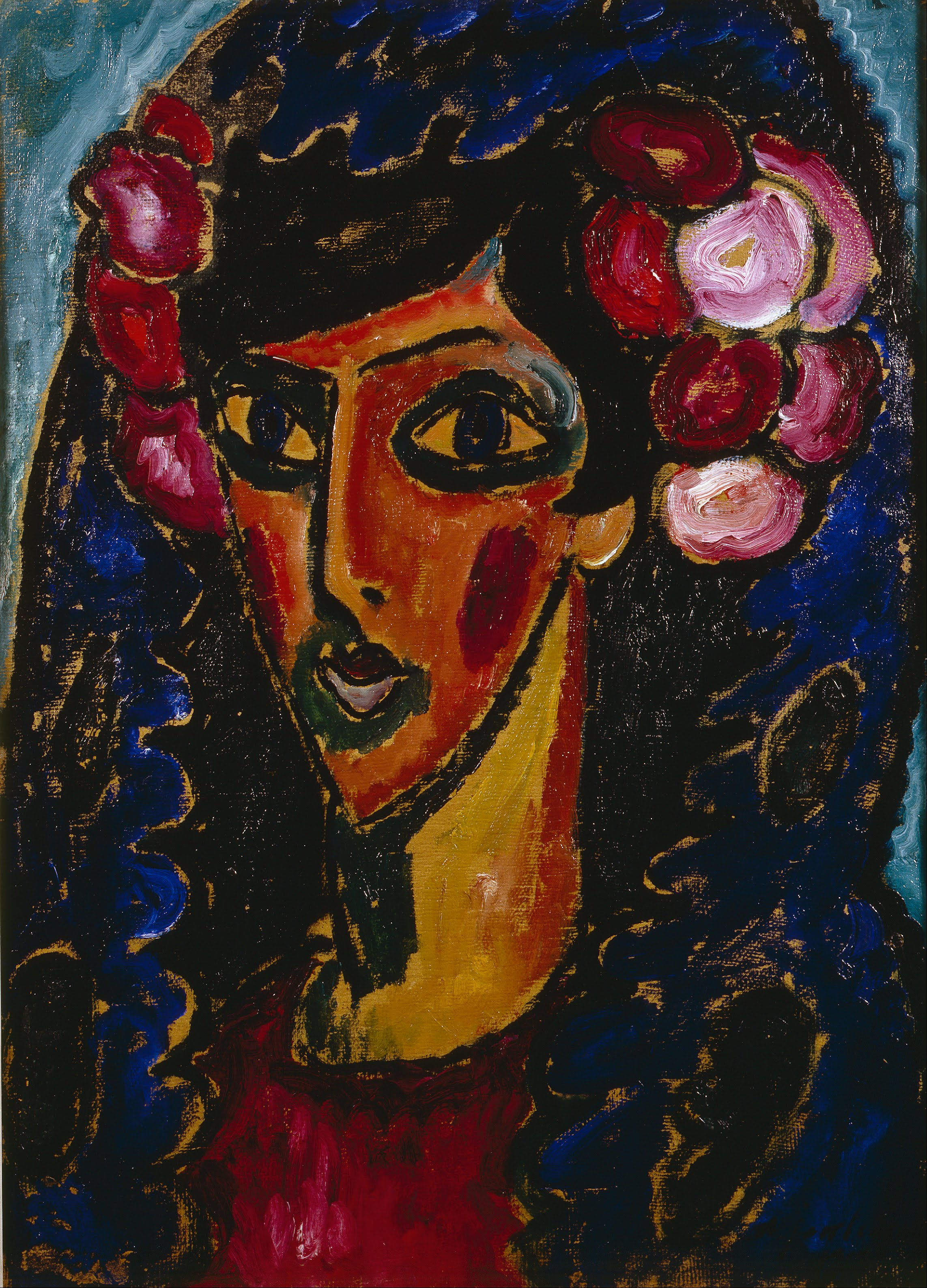
مانتیلای آبی ۱۹۱۳ م. اثر آلکسی فون یاولنسکی
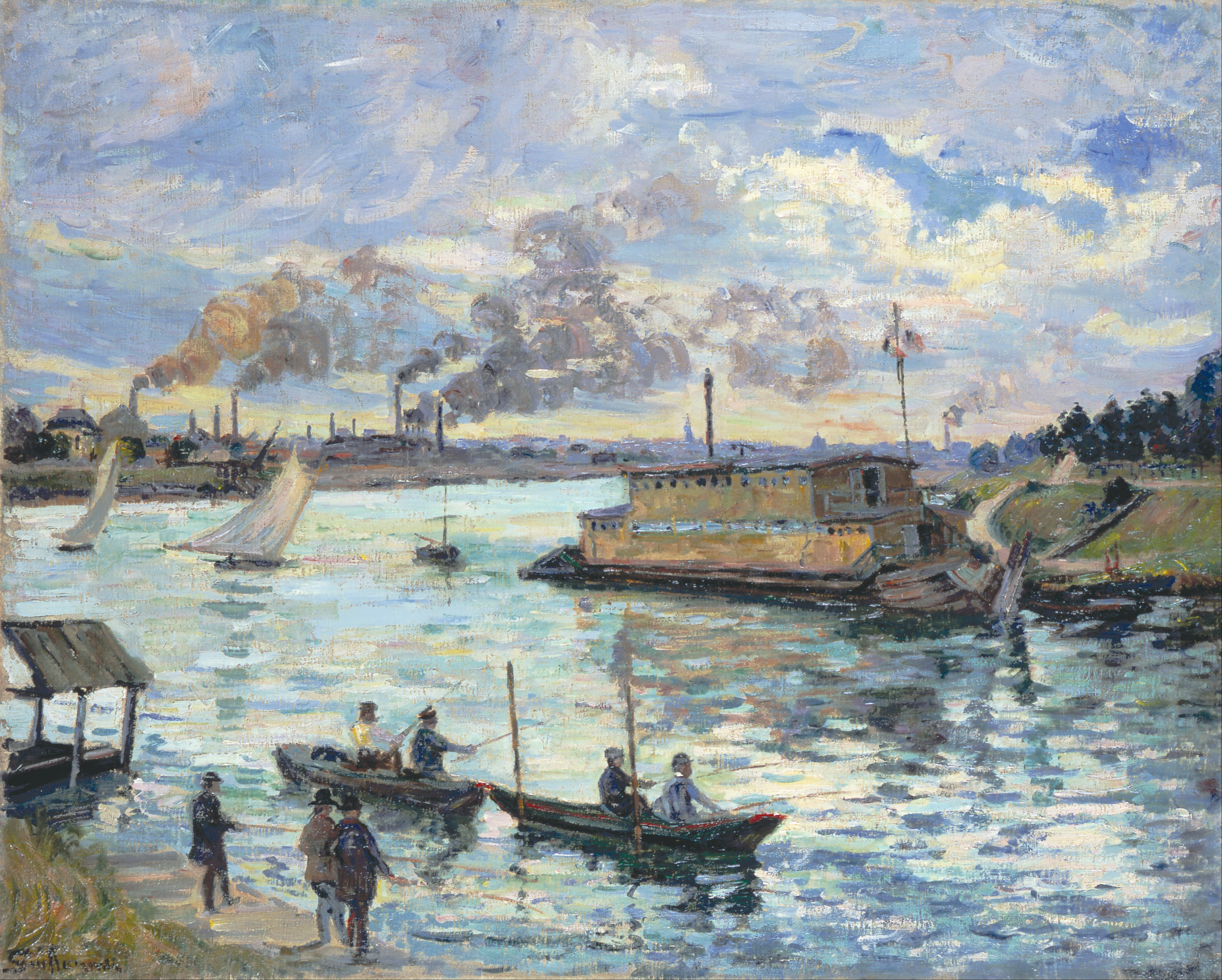
رود سِن ۱۸۹۰ م. اثر آرمان گیومن
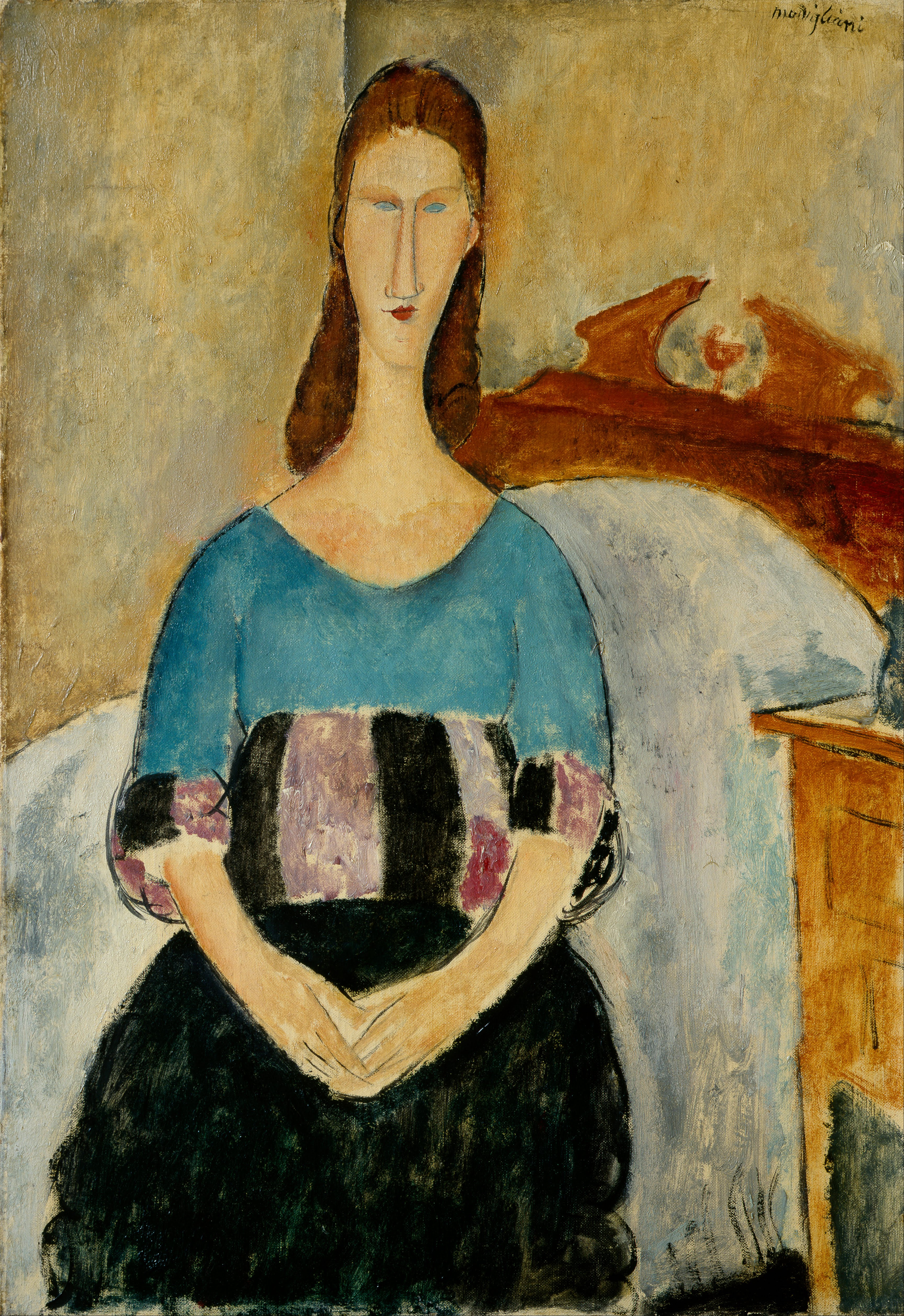
پرترهٔ ژن ایبوترن، نشسته ۱۹۱۸ م. اثر آمادئو مودیلیانی
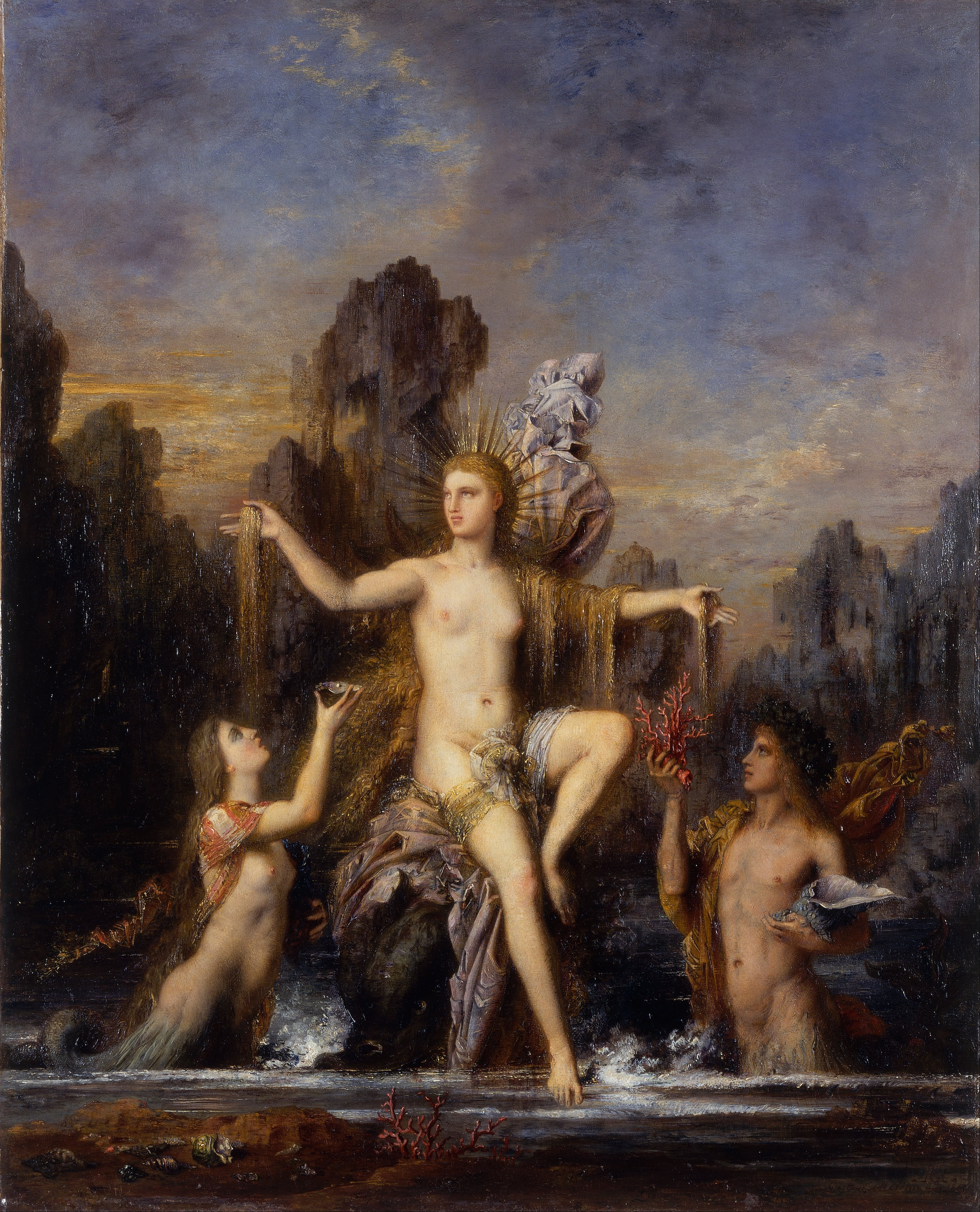
سر برکشیدن ونوس از قعر دریا ۱۸۶۶ م. اثر گوستاو مورو
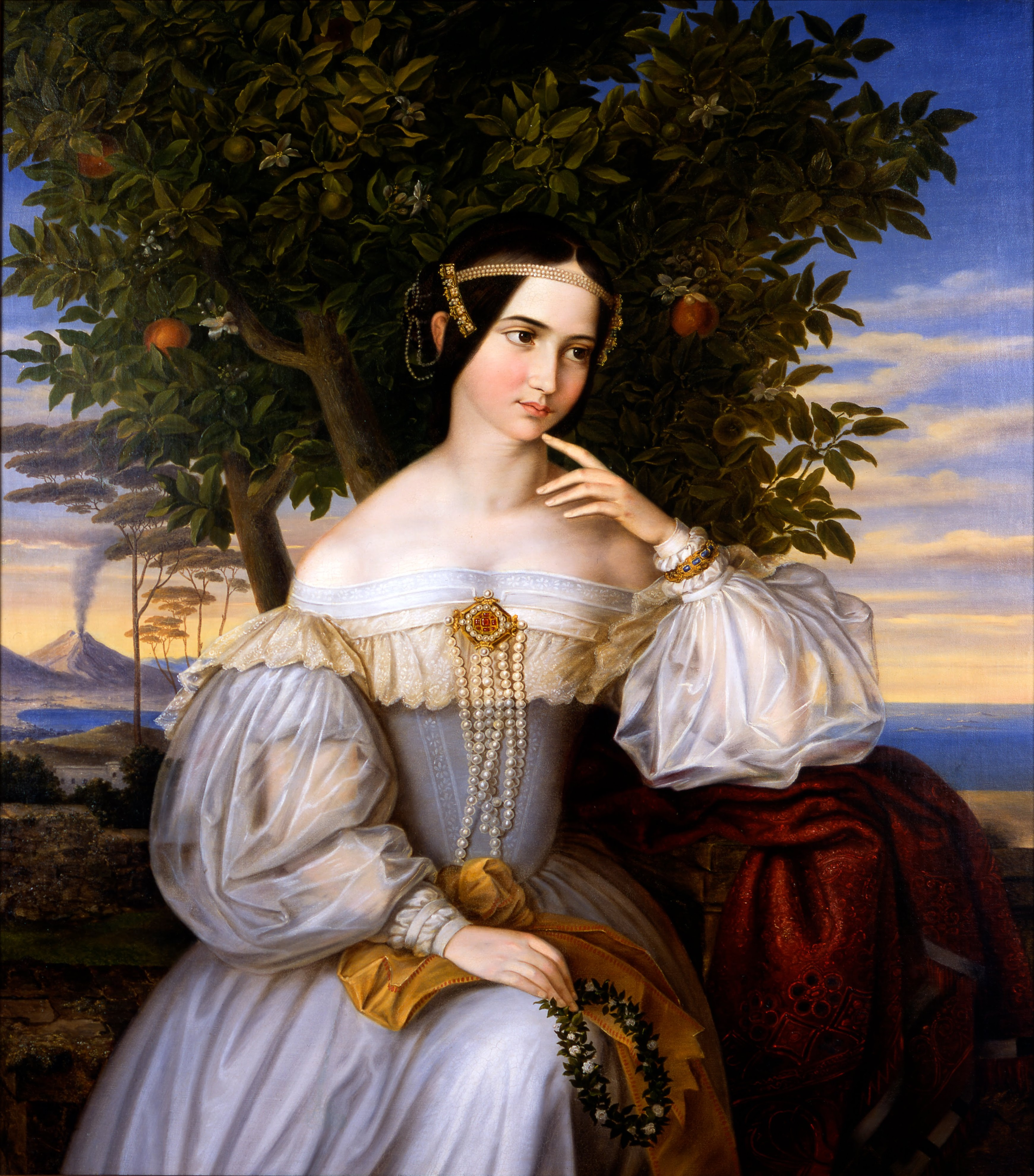
پُرترهٔ عروسی شارلوت دِ روتشیلد ۱۸۳۶ م. اثر موریتز دانیل اوپنهایم
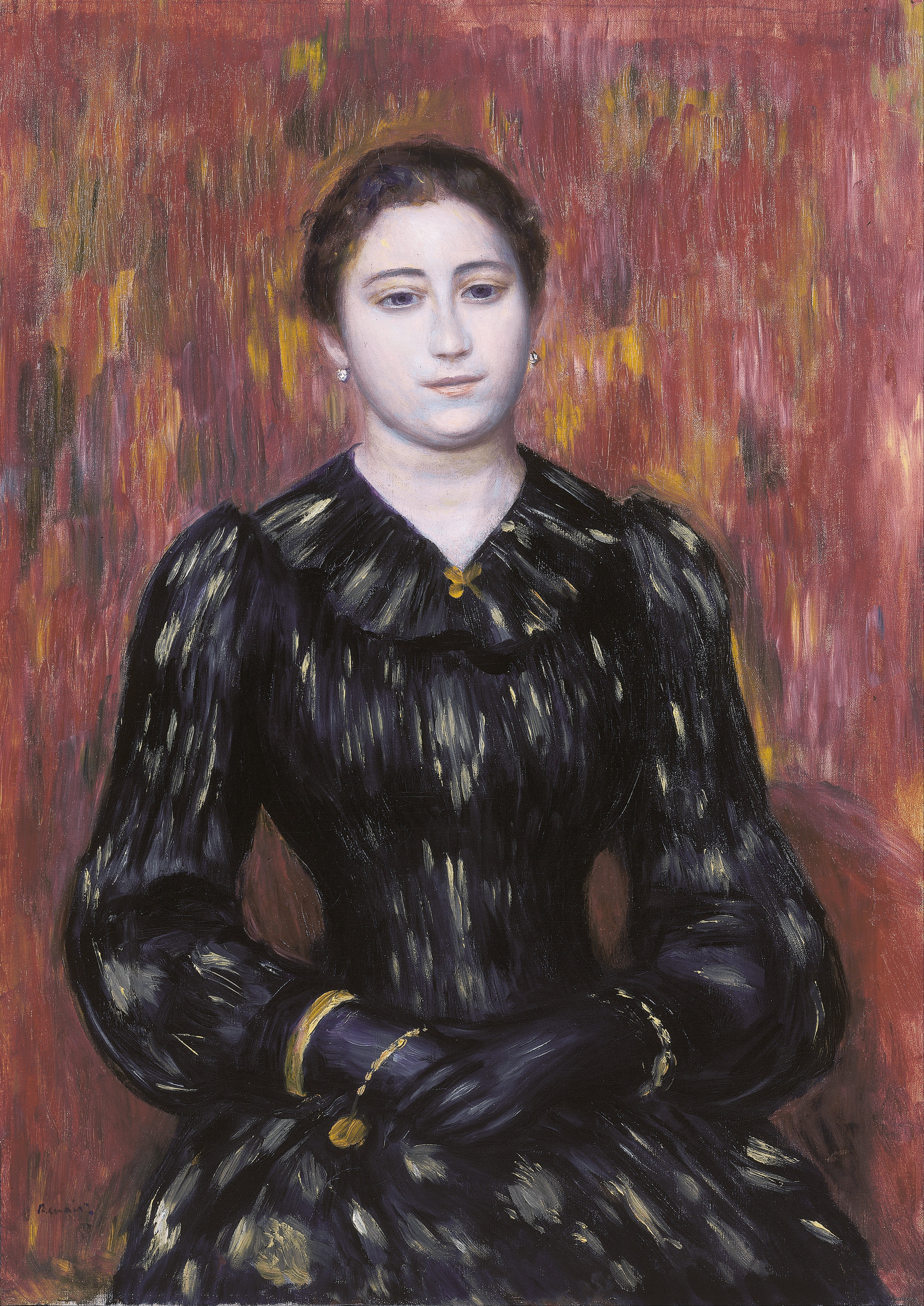
پُرترهٔ خانم پولین بین ۱۸۸۵ و ۱۸۹۰ م. اثر پیر اگوست رنوآر
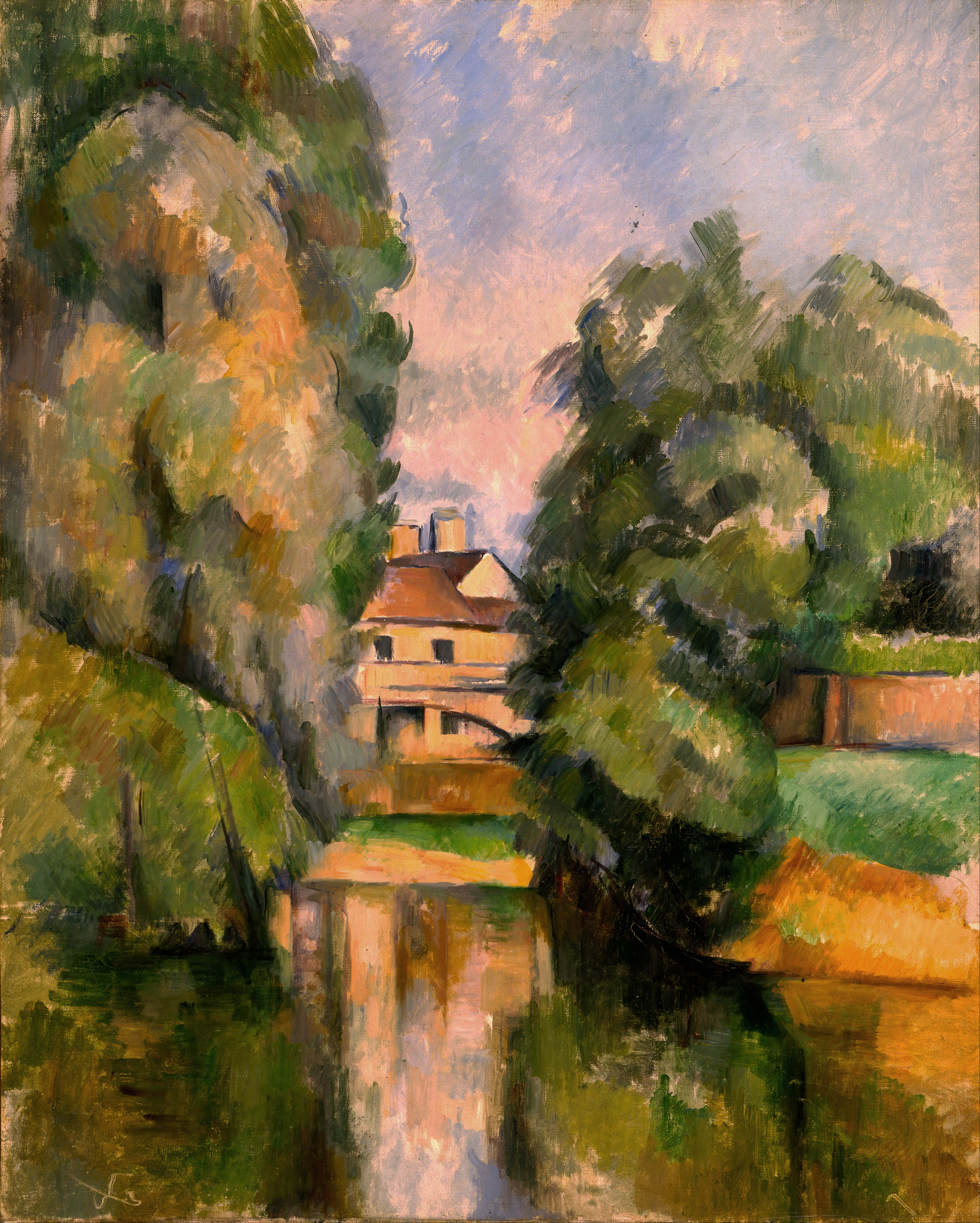
نمایی از خانهٔ کنار رودخانه
حوالی ۱۸۹۰ م.
پل سزان